# Kruškovača
Kruškovača je naselje u zapadnom dijelu općine Cetingrad uz cestu Bogovolja - Cetingrad na samoj granici s Bosnom i Hercegovinom. Naselje se proteže po grebenu iznad polja po kojem teče rijeka Korana. U centru Kruškovače stoji napuštena zgrada osnovne škole, koja je zbog nedostatka djece zatvorena, uz nju se nalazi kapelica. Po lijepom vremenu ispred kapelice se vidi Klek (iznad Ogulina). Kroz selo prolazi biciklistička staza Cetingrad - Slunj.
| broj stanovnika | 749   | 966   | 1012  | 736   | 593   | 672   | 594   | 621   | 396   | 356   | 333   | 310   | 544   | 419   | 108   | 46    | 36    |
|                 | 1857. | 1869. | 1880. | 1890. | 1900. | 1910. | 1921. | 1931. | 1948. | 1953. | 1961. | 1971. | 1981. | 1991. | 2001. | 2011. | 2021. |

Fusnota: Naselje Kruškovača 1880. godine sadrži dio podataka naselja Bogovolja. U 2001. smanjeno izdvajanjem naselja Kestenje, Luke i Srednje Selo. U 1869., 1880., 1981. i 1991. sadrži podatke za naselje Kestenje. U 1880. sadrži podatke naselja Trnovi. Do 1931. te u 1981. i 1991. sadrži podatke za naselja Luke i Srednje Selo. 